# Jaroslaw Pantschenko
Jaroslaw Pantschenko (ukrainisch Ярослав Панченко; * 13. September 2001 in Kiew) ist ein ukrainischer Eishockeyspieler, der seit 2023 bei den neugegründeten Kiew Capitals in der ukrainischen Eishockeyliga spielt.

## Karriere

### Club
Jaroslaw Pantschenko begann seine Karriere als Eishockeyspieler bei College Kiew in seiner Geburtsstadt. Über den HK Halyzki Lewy Nowojaworiwsk, wo er sowohl in der ukrainischen Eishockeyliga als auch im Juniorenbereich eingesetzt wurde, kam er zum HK Bilyj Bars Bila Zerkwa. Mit diesem wurde er 2019 ukrainischer U20-Meister und spielte anschließend fest im Herren-Team. 2020 wechselte er zum HK Sokil Kiew, mit dem er 2021 ukrainischer Vizemeister wurde. Nach zwei Jahren verließ er seine Heimatstadt wieder, wechselte er nach Litauen und spielt ein Jahr für den SC Energija in der lettischen Eishockeyliga. 2023 ging er zu den neugegründeten Kiew Capitals in die ukrainische Eishockeyliga.

### International
Im Nachwuchsbereich spielte Pantschenko für die Ukraine zunächst bei der U18-Weltmeisterschaften 2019 in der Division I. Mit der U20-Auswahl nahm er an der U20-Weltmeisterschaft 2020 ebenfalls in der Division I teil. Zudem spielte er mit der ukrainischen Studentenauswahl bei den Winter World University Games 2023 in Salt Lake City.
Für die Herren-Nationalmannschaft nahm Pantschenko erstmals an der Weltmeisterschaft der Division I 2023 teil.

## Erfolge und Auszeichnungen
- 2019 Ukrainischer U20-Meister mit dem HK Bilyj Bars Bila Zerkwa